# Barnegat
Barnegat è un comune (township) degli Stati Uniti d'America nella contea di Ocean, nello Stato del New Jersey.
Il suo nome attuale è stato assunto dal 1977 a posto di Union, e si deve alla Baia di Barnegat presso cui è sito.